# Getand trapmos
Getand trapmos (Lophozia incisa) is een soort uit het geslacht trapmos (Lophozia). Het is een broedkolonist die voorkomt op heide en heidebebossing en leeft op veenmos.

## Determinatie

### Uiterlijke kenmerken
De soort vormt blauwgroene tot grasgroene gazons. Getand tramos heeft lichtgroene scheuten, lichtgroene gemmen, een vrij platte, brede en een volledig groene stam. De bladeren zijn schuin geplaatst, scherp getand, tweelobbig en ongeveer 1–1,5 mm breed en lang. De scheuten zijn 1–2 mm breed.
De geslachtsverdeling is diocesaan. Sporogons en broedlichamen zijn vaak aanwezig. De periant is ovaal-cilindrisch, bij de mond samengetrokken en getand met trilhaartjes of uitstekende cellen. In de bovenste bladeren bevinden zich vaak geelgroene clusters van broedlichamen, die vier- tot vijfzijdig van vorm zijn.

### Microscopische kenmerken
De bladcellen hebben een dunne wand, licht verdikte celhoeken en zijn 35–40 μm groot. Het celoppervlak (cuticula) is glad. Er zitten maximaal 50 olielichamen per cel. De broedlichamen zijn één- tot tweecellig.

## Ecologie
Ze groeien meestal in rozetten op nat veen, verrotte vegetatie van Sphagnum.

## Verspreiding
Wereldwijd komt ze voor in Europa, met uitzondering van het Middellandse Zeegebied, in delen van Azië, in Noord-Amerika (noorden) en in Groenland. 
In Oostenrijk komt de soort verspreid voor in de Alpen, van de montane tot de alpine hoogtezone. In het Boheems Massief komt ze verspreid voor tot zeldzaam, elders zeer zeldzaam. In Duitsland is ze verspreid in de middelgebergten, in het laagland zeldzaam of afwezig. In Nederland staat het getand trapmos op de rode lijst in de categorie 'verdwenen'.

## Fotogalerij

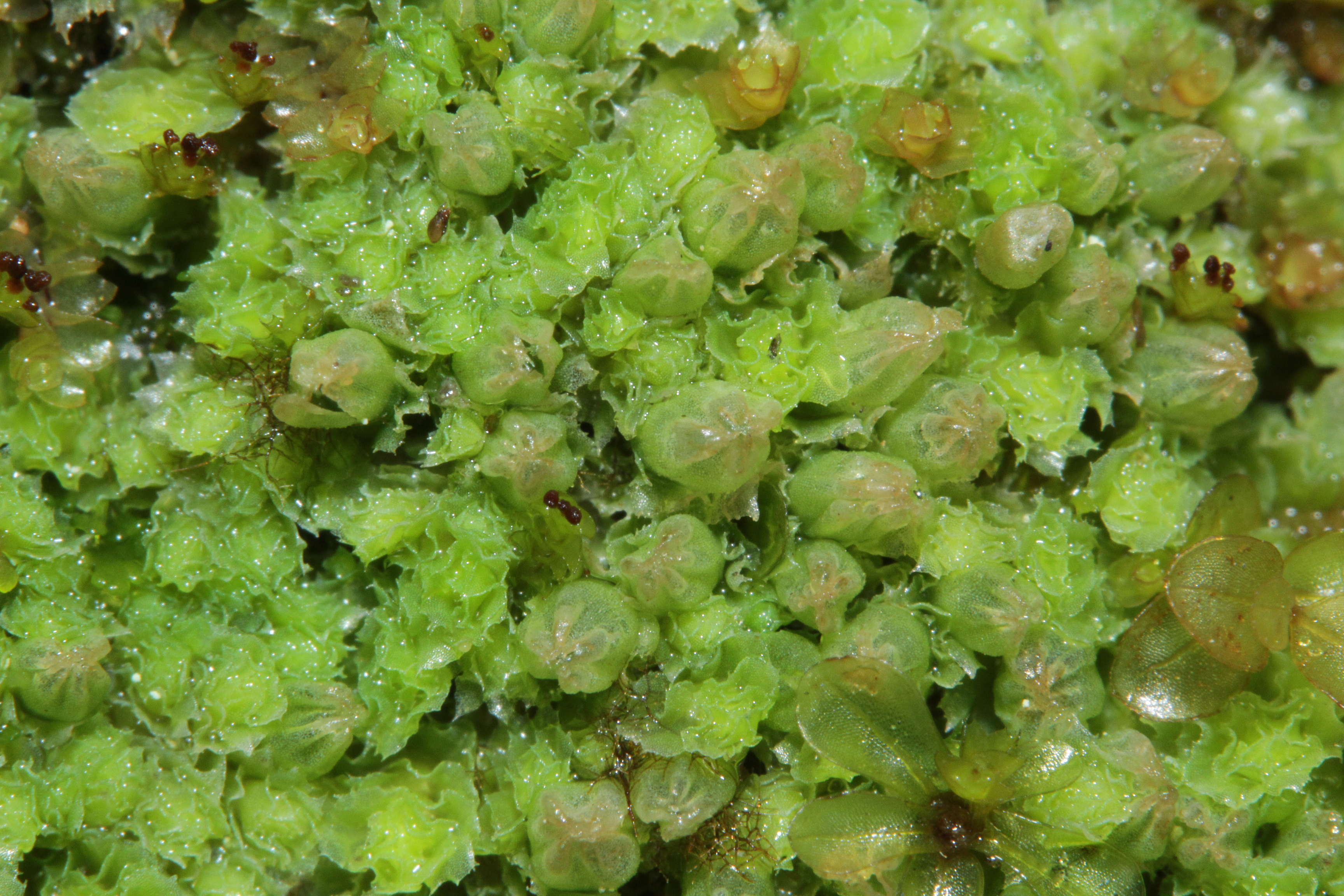
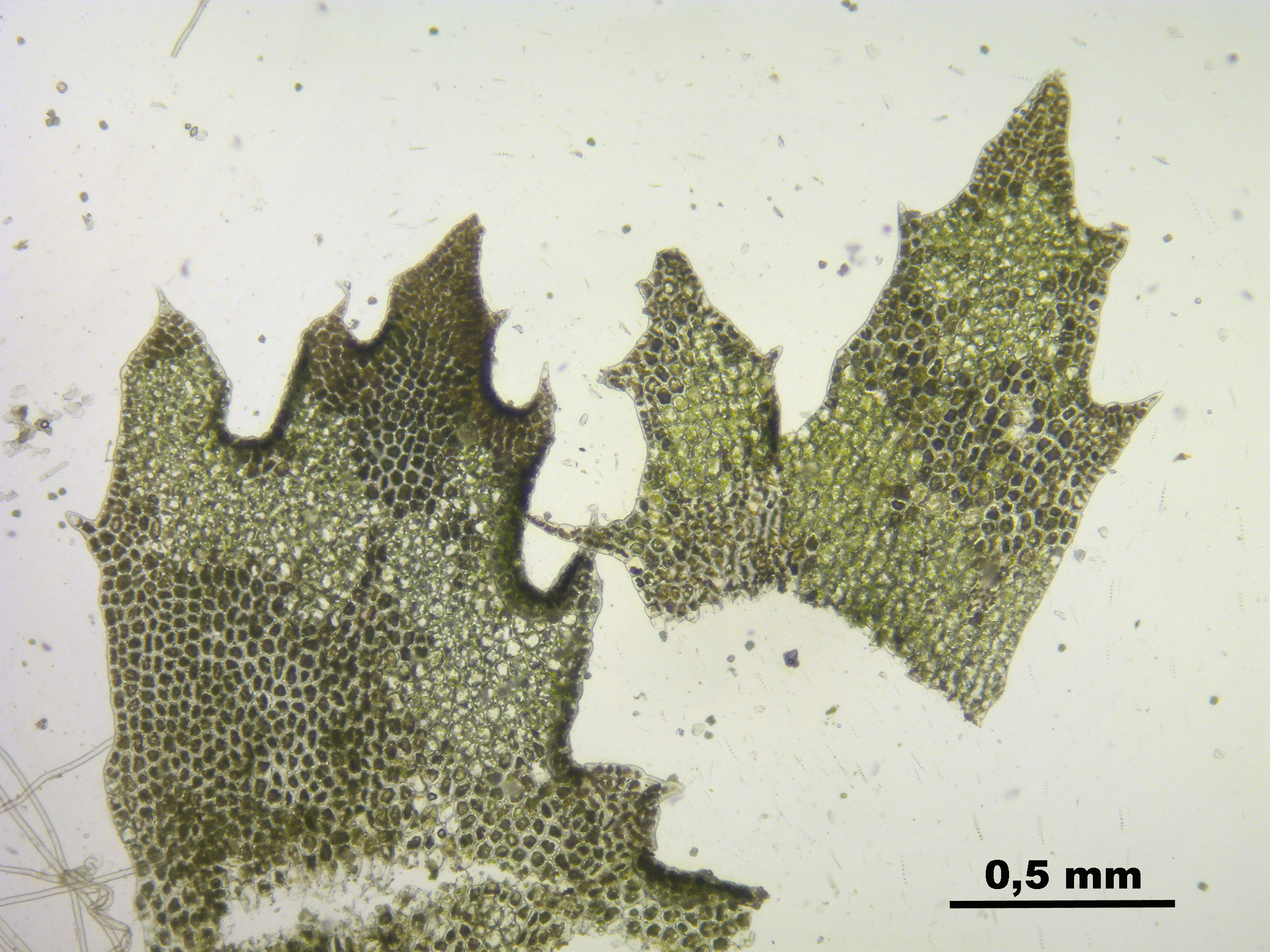
Bladeren
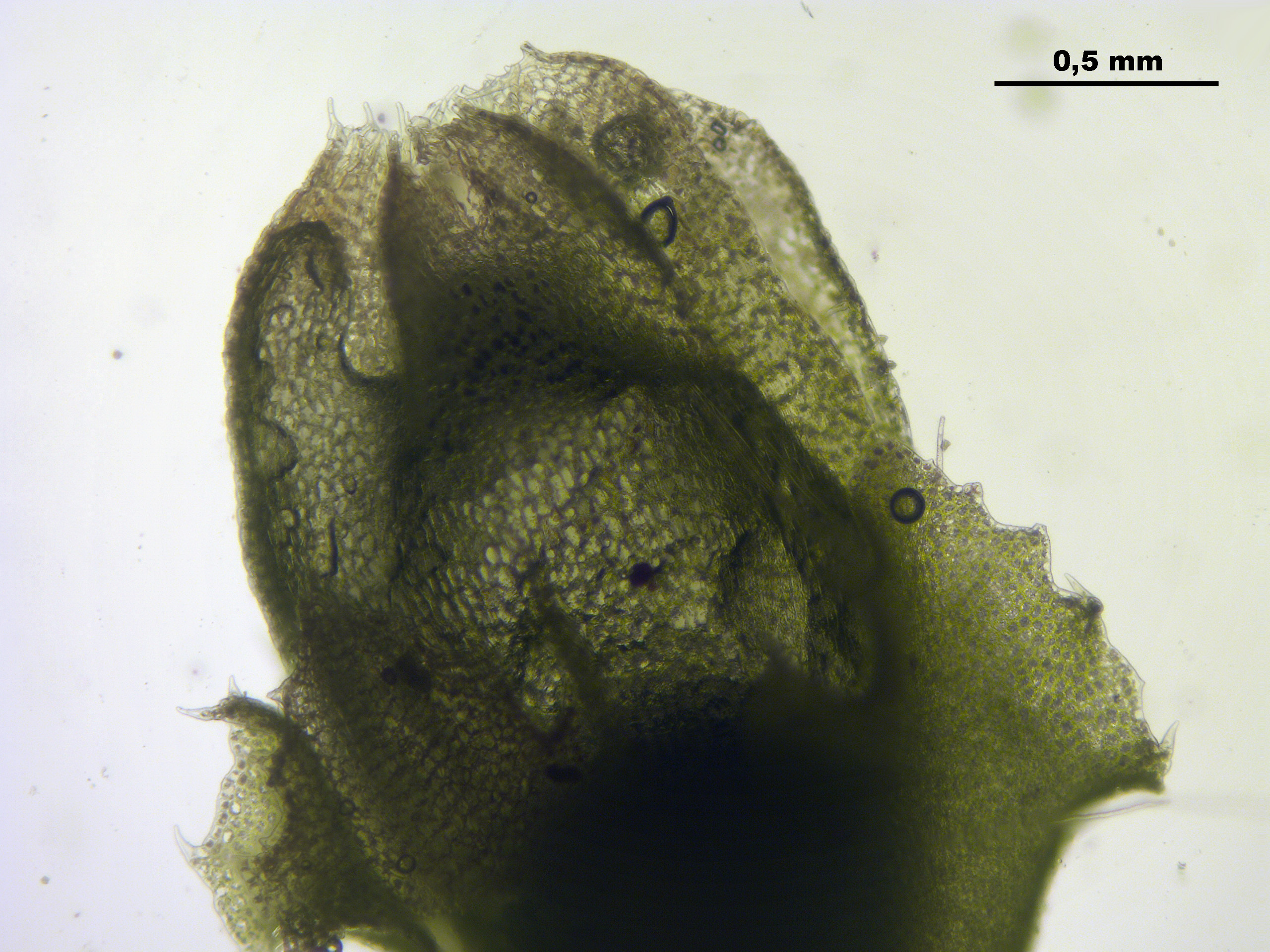
Periant
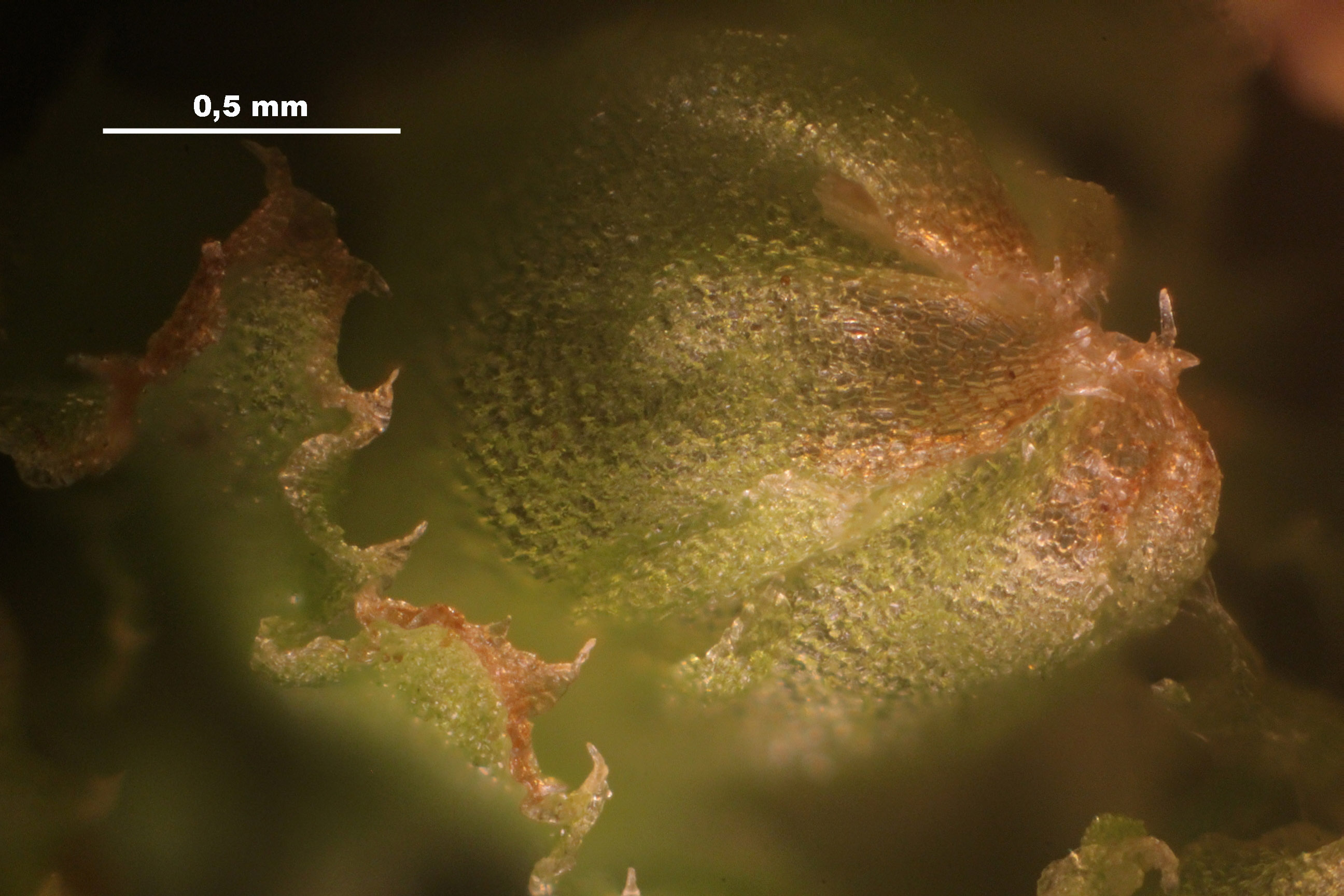
Periant
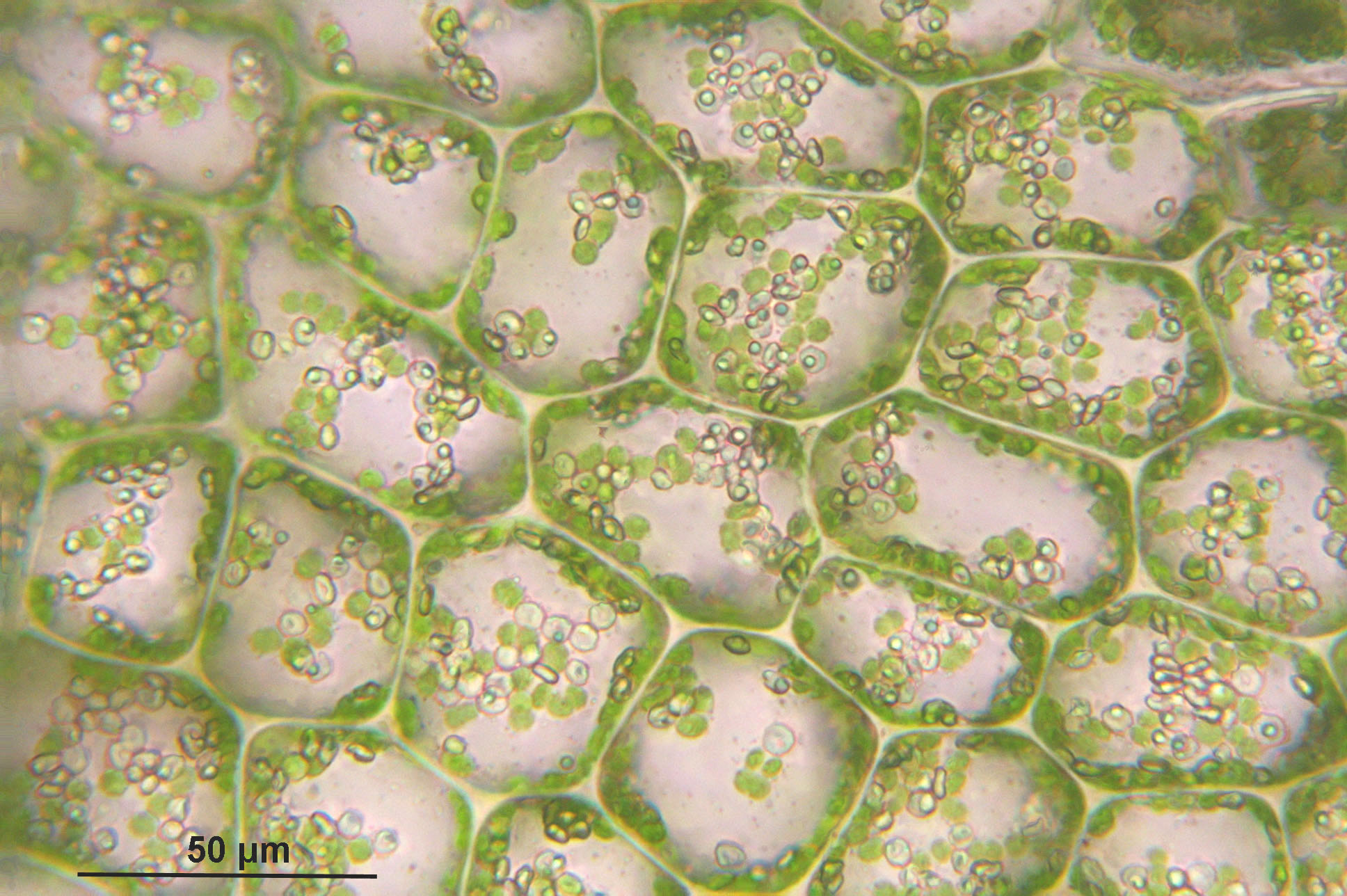
Bladcellen
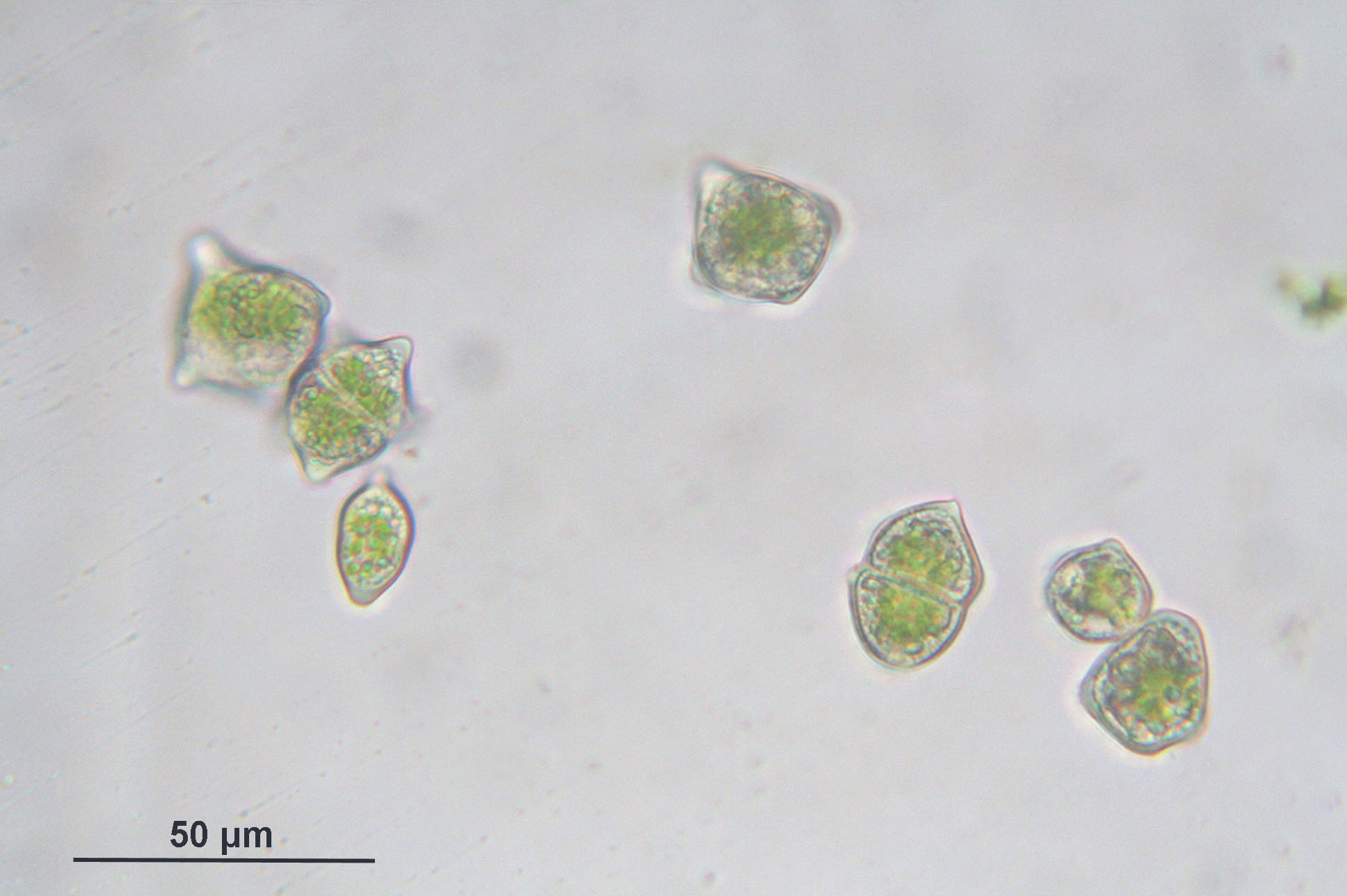
Broedlichamen